# Amobia auriceps
Amobia auriceps är en tvåvingeart som först beskrevs av Baranov 1935.  Amobia auriceps ingår i släktet Amobia och familjen köttflugor. Inga underarter finns listade i Catalogue of Life.